# Reggiane Ca.8000
Il Caproni - Reggiane Ca.8000 era un progetto di aereo da trasporto passeggeri idrovolante per traversate transatlantiche, quadrimotore ad elica.

## Storia
Il progetto prese il via nel 1944, immaginando già lo scenario commerciale del dopoguerra. Il progetto fu iniziato nell'ufficio tecnico della Reggiane a quel tempo a Clanezzo, Bergamo. Gli studi di fattibilità furono portati avanti dai progettisti fino alla fine del conflitto, quando per strategie aziendali ogni progetto industriale di tipo aeronautico fu abbandonato e con esso anche lo sviluppo del Ca.8000 che era ad un punto di sviluppo avanzato. Infatti, la costruzione di due primi prototipi era prevista per l'estate del 1946.

### Sviluppo
Il Re.8000 avrebbe dovuto essere di costruzione interamente metallica, con i serbatoi del carburante posti nelle ali a tenuta stagna. La struttura prevedeva due ponti dove trovavano posto in versione notturna, con letti per il sonno, 52 passeggeri; mentre in versione diurna trovavano posto 76 persone più dieci di equipaggio. Era stato progettato per offrire ampie comodità tra cui una sala ristorante, bar e sala ritrovo.
Il progetto prevedeva 4 motori ad elica Pratt & Whitney da 3.500 CV o Pratt & Whitney Wasp Major da 3.000 CV, ala alta con galleggianti alari laterali retrattili in volo, mentre i piani di coda erano del tipo a trideriva.

## Galleria d'immagini

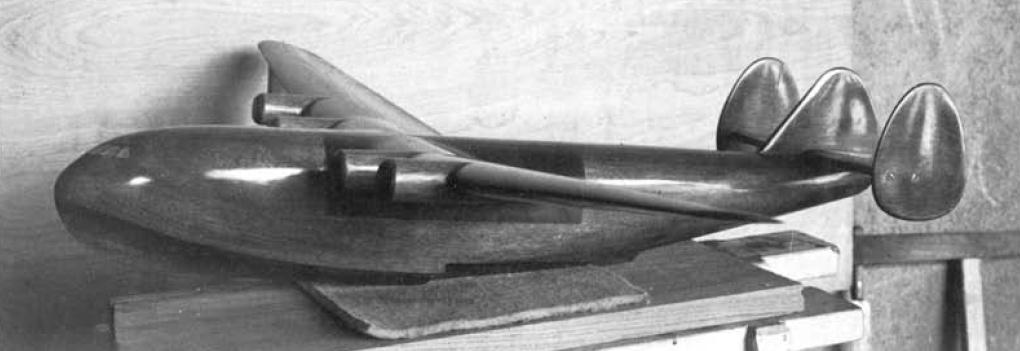
Profilo del modello in legno del Caproni - Reggiane Ca.8000
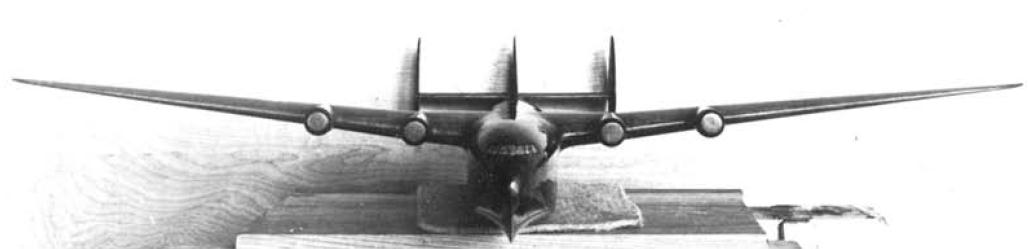
Vista frontale del modello in legno del Caproni - Reggiane Ca.8000